# IC 1226
IC 1226 ist eine Balken-Spiralgalaxie vom Hubble-Typ S im Sternbild Herkules am Nordsternhimmel. Sie ist schätzungsweise 245 Millionen Lichtjahre von der Milchstraße entfernt.
Das Objekt wurde am 11. Juli 1890 von Lewis Swift entdeckt.